# Spread Eagle
Spread Eagle sono un gruppo musicale heavy metal formato a New York, Stati Uniti nel 1990.

## Storia
Le origini degli Spread Eagle risalgono al 1986 a Boston, quando Paul DiBartolo (chitarra), Rob De Luca (basso) e Tommi Gallo (batteria) ed un cantante non accreditato, fondarono una band chiamata Bang. Il gruppo riuscì a farsi notare da alcune etichette di New York, ma vennero spesso criticati e penalizzati a causa delle scarse doti vocali del loro cantante. Nel 1990 la formazione decise di trasferirsi a New York con l'intento di trovare un contratto e un nuovo cantante. Da poco residenti a NYC, i quattro musicisti, tramite il loro manager, entrarono in contatto con il cantante Ray West, che venne subito arruolato. Curiosamente, poco prima Ray West era voce di una band chiamata Defiance, che dopo la sua dipartita venne sostituito con Oni Logan, che da lì a poco sarebbe diventato voce dei Lynch Mob (gruppo dell'ex Dokken George Lynch).
La formazione al completo decise infine di cambiare nome in Spread Eagle. Dopo soli tre mesi dalla nascita, la band riuscì a procurarsi un contratto con la major MCA Records, con la quale seguì la pubblicazione dell'album di debutto, l'omonimo Spread Eagle, pubblicato nel 1990 e prodotto da Charlie Gambetta. Dal disco vennero estratti i singoli "Switchblade Serenade" e "Scratch Like a Cat", del quale vennero girati i rispettivi videoclip che ricevettero una rotazione su MTV. Alcuni anni dopo, il quintetto iniziò a lavorare per il seguito discografico, incontrando però dei problemi interni, poiché Gallo iniziò a non partecipare regolarmente all'attività del gruppo entrando e uscendo frequentemente dalla formazione ed annunciando infine l'abbandono per problemi personali. Come provvisoria sostituzione subentrò Kirk Blankenship. Il nuovo batterista tuttavia permase nella band qualche settimana riuscendo a registrare con questi il brano "High Horses", in seguito incluso nel secondo album. Il resto dei componenti decise di chiamare in causa alcuni session player per le incisioni del nuovo disco, che venne intitolato Open To The Public. Tra i turnisti coinvolti figuravano anche John Macaluso, batterista noto per aver fatto parte dei TNT, e delle band di Yngwie Malmsteen e di Alex Masi, così come Thommy Price, con alle spalle esperienze nella band di Joan Jett, Scandal e Atomic Playboys. Quest'album tuttavia non ottenne un rilevante successo, soprattutto a causa del cambio di tendenze musicali ormai dominate dal grunge. Dopo il tour, che vedeva Dave Femia alla batteria, gli Spread Eagle annunciarono la cessione dell'attività.
Dopo lo scioglimento, il bassista Rob De Luca suonò con Joan Jett e con l'ex chitarrista dei Dokken George Lynch durante un tour statunitense nell'ottobre 2004. De Luca raggiunse anche la band dell'ex Skid Row Sebastian Bach in occasione di alcuni show europei nell'estate 2006.
Nello stesso periodo, la piccola label Lovember Records rimasterizzò e ripubblicò il primo album degli Spread Eagle. Con l'intento di promuovere la nuova pubblicazione, West e DeLuca iniziarono a progettare un'eventuale riunione, tuttavia Paul DiBartolo non si disse interessato a prenderne parte, anche perché residente in India da diversi anni. In assenza di Gallo e DiBartolo, vennero arruolati come turnisti Chris Caffery, chitarrista dei Savatage e Trans-Siberian Orchestra, e John Macaluso, musicista che aveva già collaborato con la band come ospite nel secondo album. Gli Spread Eagle diedero così inizio ad una serie di date chiamate "Back on the Bitch tour", che ebbero inizio il 18 agosto a Westfield (Massachusetts).
Il cantante Ray West intraprese delle date statunitensi come solista durante il maggio 2007. La sua band era composta tra gli altri, dal cantante del progetto di George Lynch Andrew Freeman, e dal bassista dei Fireball Ministry Johny Chow.

## Formazione
- Ray West - voce
- Rob De Luca - basso
- Rik De Luca - batteria
- Jommy Puledda - chitarra

Ex componenti
- Tommi Gallo - batteria
- Kirk Blankenship - batteria
- Paul DiBartolo - chitarra
- Ziv Shalev - chitarra

Turnisti
- Dave Femia - batteria
- Chris Caffery - chitarra
- John Macaluso - batteria

## Discografia
- 1990 - Spread Eagle
- 1993 - Open To The Public
- 2019 - Subway To The Stars